# Fallmeisterei (Emskirchen)
Fallmeisterei ist ein Gemeindeteil des Marktes Emskirchen im Landkreis Neustadt an der Aisch-Bad Windsheim (Mittelfranken, Bayern). Fallmeisterei liegt in der Gemarkung Emskirchen.

## Geografie
Die Einöde liegt am Floresbach, einem linken Zufluss der Mittleren Aurach. 0,5 km nordöstlich erhebt sich der Babenberg (370 m ü. NHN). Ein Wirtschaftsweg führt zur Staatsstraße 2244 bei der Schneemühle (0,6 km östlich) bzw. zum Prackenhof (0,7 km westlich).

## Geschichte
Gegen Ende des 18. Jahrhunderts gehörte die Fallmeisterei zu Emskirchen. Das Anwesen hatte das brandenburg-bayreuthische Kasten- und Jurisdiktionsamt Emskirchen als Grundherrn. Unter der preußischen Verwaltung (1792–1806) des Fürstentums Bayreuth erhielt die Fallmeisterei die Hausnummer 95 des Ortes Emskirchen.
Von 1797 bis 1810 unterstand der Ort dem Justizamt Markt Erlbach und Kammeramt Emskirchen. Im Rahmen des Gemeindeedikts wurde die Fallmeisterei dem 1811 gebildeten Steuerdistrikt Emskirchen zugeordnet. Die Einöde gehörte auch der 1813 gegründeten Munizipalgemeinde Emskirchen an. Mit dem Zweiten Gemeindeedikt (1818) wurde sie in die neu gebildete Ruralgemeinde Gunzendorf umgemeindet. Bereits am 9. November 1824 wurde sie wieder nach Emskirchen umgemeindet.

## Einwohnerentwicklung
| Jahr      | 001824 | 001836 | 001840 | 001861 | 001871 | 001885 | 001900 | 001925 | 001950 | 001961 | 001970 | 001987 |
| Einwohner | 7      | 9      | 9      | 6      | 6      | 4      | 9      | 5      | 5      | 6      | 6      | 5      |
| Häuser    | 1      | 1      | 1      |        |        | 1      | 1      | 1      | 1      | 1      |        | 1      |
| Quelle    | [ 6 ]  | [ 9 ]  | [ 10 ] | [ 11 ] | [ 12 ] | [ 13 ] | [ 14 ] | [ 15 ] | [ 16 ] | [ 17 ] | [ 18 ] | [ 1 ]  |

## Religion
Der Ort ist evangelisch-lutherisch geprägt und bis heute nach St. Kilian (Emskirchen) gepfarrt.